# Neolycaena sinensis
Neolycaena sinensis is een vlinder uit de familie van de Lycaenidae. De wetenschappelijke naam van de soort is voor het eerst geldig gepubliceerd in 1882 door Alphéraky.